# Trollgrunden
Trollgrunden är öar i Finland. De ligger i Finska viken och i kommunen Ingå i landskapet Nyland, i den södra delen av landet. Öarna ligger omkring 56 kilometer väster om Helsingfors.
Arean för den av öarna koordinaterna pekar på är 0,7 hektar och dess största längd är 150 meter i öst-västlig riktning. Närmaste större samhälle är Ingå, 10,7 km norr om Trollgrunden.